# Christian Donati

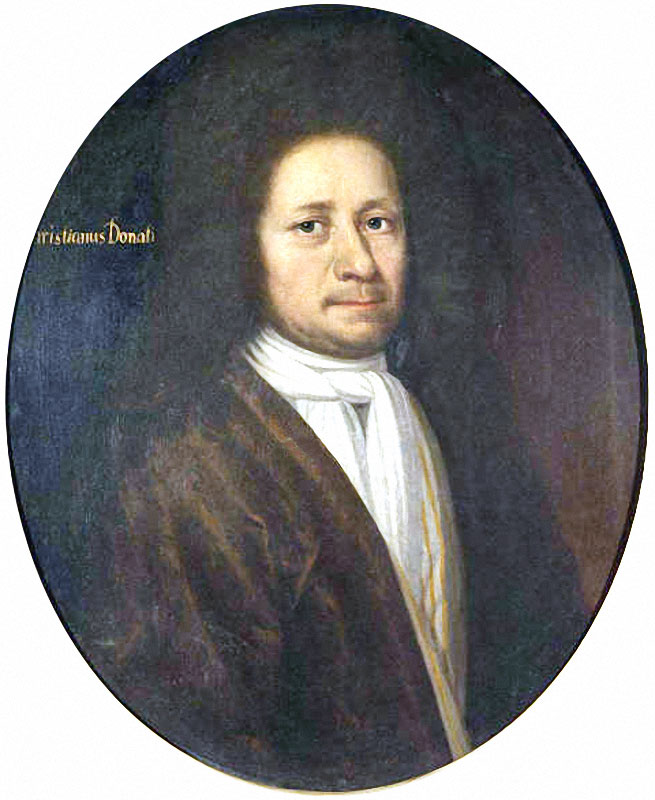
Christian Donati

Christian Donati (auch: Donat, Donath; * 2. Mai 1640 in Wittenberg; † 13. August 1694 ebenda) war ein deutscher Logiker.

## Leben
Christian wurde als Sohn des Tuchmachers Joachim Donath und dessen Frau Maria (geb. Reineck) geboren. Er erhielt seine erste literarische Ausbildung unter dem Rektor der Wittenberger Stadtschule Johann Haberland und dem Konrektor Jakob Reichmann. 1657 bezog er das Gymnasium in Freiberg, wo er ein Schüler des Polyhistors Christian Funcke (1626–1695) war, der ihn auf einen akademischen Werdegang vorbereitete. Hierauf begab er sich an die Universität Jena, wo er sich das theoretische Wissen der Philosophie, besonders der Metaphysik und Logik bei Friedemann Bechmann (1628–1703) aneignete.
Seine Studien setzte er 1660 an der Universität Leipzig bei Johann Adam Schertzer und Jakob Thomasius fort, wobei er sich mit den allgemeinen Sprachen, Orientalistik und Mathematik beschäftigte. Er schätzte sich glücklich, bei August Pfeiffer und Michael Walther der Jüngere seine Studien an der Universität Wittenberg fortsetzen zu können, wo er am 26. April 1664 den akademischen Grad eines Magisters der Philosophie erwarb. Nachdem er als Privatlehrer des Karl von Friesen in Dresden und in Leipzig als redegewandter und akkurater Moderator einen ausgezeichneten Ruf erworben hatte, berief man ihn am 12. April 1669 als Adjunkt in die philosophische Fakultät der Wittenberger Hochschule.
Nebenher absolvierte er bei Abraham Calov, Gottfried Meisner, Johann Andreas Quenstedt und Johann Deutschmann ein theologisches Studium. 1672 wurde er als Substitut von Christian Trentsch (1605–1677) außerordentlicher Professor der Logik und Metaphysik und nach dessen Tod ordentlicher Professor der Fachrichtung. Donati war selbst von größter Frömmigkeit und theologisch stark interessiert. Daher erstreckten sich seine theologischen Vorlesungen auch auf das Gebiet der Theologie. Er beteiligte sich auch an den organisatorischen Aufgaben der Wittenberger Hochschule, er war in den Wintersemestern 1681, 1687 Dekan der philosophischen Fakultät und im Sommersemester 1684 Rektor der Alma Mater. Nach seinem Tod wurde am 17. August sein Leichnam in der Wittenberger Stadtkirche beigesetzt, wo seine Witwe Sabina Dorothea ihm auch ein Epitaph errichten ließ.
Donati hatte sich in Wittenberg am 7. April 1678 mit Sabina Dorothea (* 19. Mai 1654 in Wittenberg; begr. am 1. Juni 1702 beim Altar der Wittenberger Stadtkirche), der Witwe des Juristen und Syndikus in Groß-Salze Franz Heinrich Höltich, der Tochter des Caspar Leyser (* 1628 in Leipzig; † 17. Mai 1699 in Wittenberg) und dessen Frau Anna Maria Hettenbach (* 5. Juni 1629 in Wittenberg; † 7. Juni 1691 in Wittenberg), Tochter des Georg Hettenbach (*Wittenberg; † 17. Juni 1634 in Wittenberg) und Enkelin von Ernestus Hettenbach, verheiratet. Die Ehe blieb kinderlos.

## Werkauswahl
- Disputatio Physica De Somno. Wendt, Wittenberg 1666. (Digitalisat)
- Ius maiestatis circa sacra. Hake, Wittenberg 1672. (Digitalisat)
- Metaphysica Usualis. Brüning, Wittenberg 1682. (Digitalisat)
- Ars Syllogistica. Brüning, Wittenberg 1683. (Digitalisat)
- Num Deum esse sit per se notum?. Schrödter, Wittenberg 1688. (Digitalisat)
- Disputatio De Spectris. Schrödter, Wittenberg 1688. (Digitalisat)
- Positionum Metaphysicarum Decas. Fincel, Wittenberg 1689. (Digitalisat)
- Institutiones Pneumaticae: Scholarum Usui Accommodatae. Föllginer, Wittenberg 1691. (Digitalisat)